# Chevrolet Bruin
Der Chevrolet Bruin – auch verkauft als GMC Brigadier – war ein schwerer Lkw, den General Motors in den Modelljahren 1978 bis 1988 herstellte. Beide Modelle waren Hauben-Lkw und hatten die gleiche Fahrerkabine der 9500er-Serie, die 1966 eingeführt worden war. Diese Fahrerkabine war besser konstruiert als bei großen Lkw üblich, aber größer als die Fahrerkabine eines Pick-ups, wie sie in den gleichzeitig gefertigten Baureihen C40 – C65 verwendet wurden.
Es gab Dieselmotoren von Caterpillar, Cummins und Detroit Diesel zur Auswahl.
Bruin folgte dem Muster der „Frontier Beast“-Namen, die die größeren Chevrolet-Lkw erhielten, wie zum Beispiel Bison (größer) und Kodiak (kleiner). Brigadier folgte dem Muster der militärischen Ränge-Namen, die GMCs große Lkw erhielten. Anders als der Chevrolet Titan / GMC Astro und der Chevrolet Bison / GMC General gab es für den Bruin / Brigadier im Chevrolet Kodiak / GMC Topkick / Isuzu H-Serie einen geeigneten Nachfolger.
Die GMC-Version war häufiger anzutreffen als die von Chevrolet.